# عبد الله نصيب
عبد الله موسى مسلم نصيب (25 فبراير 1994) هو لاعب كرة قدم أردني محترف يلعب في مركز قلب الدفاع مع نادي نادي الزوراء العراقي والمنتخب الأردني.

## مهنة دولية
استدعي لأول مرة إلى المنتخب الأردني الأول في مباراة ودية ضد هايتي في 4 سبتمبر 2021، وشارك في كأس العرب 2021. واستدعي للمنتخب الوطني للمشاركة في كأس آسيا 2023.

## الإنجازات
الوحدات
- الدوري الأردني للمحترفين: 2020
- كأس السوبر الأردني: 2021